# Alto Garças
Alto Garças is een gemeente in de Braziliaanse deelstaat Mato Grosso. De gemeente telt 9.550 inwoners (schatting 2009).
De gemeente grenst aan Araguainha, Alto Araguaia, Itiquira, Pedra Preta, Torixoréu, Ponte Branca en Guiratinga.

## Geboren
- Vanessa da Mata (1976), zangeres